# Gymnocarena mexicana
Gymnocarena mexicana är en tvåvingeart som först beskrevs av Aczel 1954.  Gymnocarena mexicana ingår i släktet Gymnocarena och familjen borrflugor. Inga underarter finns listade i Catalogue of Life.